# Huslia (rivière)
La rivière Huslia est un cours d'eau d'Alaska, aux États-Unis située dans la région de recensement de Yukon-Koyukuk. C'est un affluent de la rivière Koyukuk elle-même affluent du fleuve Yukon.

## Description
Longue de 100 milles (161 km), formée de deux cours d'eau, le North Fork et le South Fork, elle coule en direction du sud-est et se jette dans la rivière Koyukuk à 5 milles (8 km) au nord-ouest d'Huslia.
Son nom indien a été référencé en 1885 par le lieutenant Allen, comme Husliakakat River ce qui signifie embouchure d'Huslia.

## Sources
- (en) « Huslia (rivière) », Geographic Names Information System